# Washington Indoor 1980
Il Washington Indoor 1980 è stato un torneo di tennis giocato sul sintetico indoor. È stata la 9ª edizione del torneo che fa parte del Volvo Grand Prix 1980. Si è giocato a Washington negli Stati Uniti dal 3 al 9 marzo 1980.

## Campioni

### Singolare maschile
Victor Amaya ha battuto in finale  Ivan Lendl con il punteggio di 6–7, 6–4, 7–5

### Doppio maschile
Brian Teacher /  Ferdi Taygan hanno battuto in finale  Kevin Curren /  Steve Denton con il punteggio di 4–6, 6–3, 7–6